# Davide Rivera
Davide Rivera, fiktivni policijski inspektor iz austrijske kriminalističke serije "Inspektor Rex". Bio je Rexov vlasnik i poglavar rimskog Odjela za ubojstva. Utjelovio ga je Ettore Bassi.

## Životopis
Davide Rivera je talijanski policijski inspektor koji se prvi put pojavio u epizodi "Igra ispod klupe". Nakon smrti bivšeg poglavara Odjela za ubojstva, Lorenza Fabbrija, zamjenjuje ga upravo Rivera koji postaje i vlasnik njemačkog ovčara Rexa. Tijekom dvije sezone riješio je mnoge slučajeve zajedno s njim i svojim pomoćnikom Albertom Monterossom. Posljednji put se pojavio u 12. epizodi 15. sezone, "Krvne veze". Iz nepoznatog razloga nije se pojavio u 16. sezoni, a zamijenio ga je Marco Terzani.